# Crofelemer
Crofelemer, comercializado bajo la marca Mytesi, es un medicamento utilizado para tratar la diarrea en personas en tratamiento para el VIH.  Se toma por vía oral. 
Los efectos secundarios de este medicamento son generalmente leves.  Pueden incluir gases intestinales, náuseas, estreñimiento y tos.  La seguridad de usar este medicamento  durante el embarazo no está claro.  Se cree que actúa bloqueando el regulador de conductancia transmembrana de la fibrosis quística  y los canales de cloruro activados por calcio en los intestinos. 
Este medicamento fue aprobado para uso médico en los Estados Unidos en 2012.  En Estados Unidos este medicamento cuesta alrededor de 2400 dólares al mes a partir de 2022.  Se elabora a partir de la savia de la planta sudamericana Croton lechleri . 